# Nikolaj Dmitrievič Golicyn
Nikolaj Dmitrievič Golicyn, in russo Николай Дмитриевич Голицын? (Governatorato di Mosca, 12 aprile 1850 – Leningrado, 2 luglio 1925), è stato un politico russo, fu Primo ministro dell'Impero Russo sotto il regno dello Zar Nicola II, l'ultima persona a ricoprire questa carica prima del crollo dell'Impero.

## Biografia
Membro dei Golicyn, una delle più nobili famiglie di tutta la Russia, poteva fregiarsi del titolo di Principe come molti altri membri della famiglia.
Prima della nomina a Primo Ministro Golycin aveva ricoperto cariche dirigenziali nelle attività caritative dell'imperatrice Alessandra Feodorovna. Pertanto al momento della nomina a Primo Ministro non aveva maturato una grande esperienza in ruoli politici e non aveva mai ricoperto ruoli di così grande importanza in precedenza, essendone consapevole inizialmente chiede alla Zar di nominare qualcun altro, ma alla fine accettò la carica il 9 gennaio 1917.
Rimase al governo per due mesi, fino alla rivoluzione russa lasciando la carica il 12 marzo 1917. Dopo la presa del potere dei bolscevichi scelse di non lasciare la Russia e per questo perse tutte le sue proprietà. Negli anni seguenti lavorò come calzolaio e giardiniere ma tra il 1920 e il 1924 fu arrestato due volte con l'accusa di collusioni con i contro-rivoluzionari. Il 2 febbraio 1925 fu arrestato per la terza volta e condannato a morte, la sentenza fu eseguita il 2 luglio 1925.